# شهرستان یونشی
شهرستان یونشی (به لاتین: Yunxi County) یک شهرستان‌های جمهوری خلق چین در چین است که در شییان واقع شده‌است.
 شهرستان یونشی ۳٬۵۰۹ کیلومتر مربع مساحت و ۴۴۷٬۴۸۲ نفر جمعیت دارد.